# Perusiopsis
Perusiopsis là một chi bướm đêm thuộc họ Geometridae.